# Primera Nacional TOP 10
La Primera Nacional TOP 10 es una competencia de Rugby en la que participan diferentes clubes de Chile, de todas las regiones y zonas de dicho país. Es la competencia más importante de Rugby a nivel de clubes en Chile y es organizado por la Asociación de Rugby de Santiago.

## Formato del campeonato
El campeonato se presenta bajo la forma de una liga donde cada equipo se enfrenta con los otros nueve en partidos ida y vuelta. Para mejorar el espectáculo los puntos se cuentan de la forma siguiente: 4 puntos por una victoria, 2 puntos por un empate, 0 por una derrota por más de siete puntos y 1 punto por cada equipo que marca más de cuatro tries en un partido (bonus ofensivo) y un punto para los equipos que pierden por siete puntos o menos (bonus defensivo).
Los cuatro equipos mejor posicionados del torneo juegan play offs una vez finalizada la temporada regular, para definir de ese modo al campeón del mismo.

## Clubes de la temporada 2025
| Equipo                       | Comuna              |
| ---------------------------- | ------------------- |
| Alumni                       | Lo Barnechea        |
| COBS                         | Lo Barnechea        |
| Old Boys                     | Colina              |
| Old Reds                     | La Reina            |
| Old John's                   | San Pedro de La Paz |
| Old Macks                    | Viña del Mar        |
| Prince of Wales Country Club | La Reina            |
| Sporting RC                  | Viña del Mar        |
| Stade Français               | Las Condes          |
| Universidad Católica         | Las Condes          |

## Historial
Nota: Entre paréntesis, veces que ha sido campeón el club.
| Año  | Campeón                                  |
| ---- | ---------------------------------------- |
| 1948 | PWCC (1)                                 |
| 1949 | Universidad Católica (1)                 |
| 1950 | Universidad Santa María (1)              |
| 1951 | PWCC (2)                                 |
| 1952 | PWCC (3)                                 |
| 1953 | PWCC (4)                                 |
| 1954 | Old Boys (1)                             |
| 1955 | PWCC (5)                                 |
| 1956 | Stade Francais (1)                       |
| 1957 | Stade Francais (2)                       |
| 1958 | PWCC (6)                                 |
| 1959 | Stade Francais (3)                       |
| 1960 | PWCC (7) y Old Boys (2)                  |
| 1961 | PWCC (8)                                 |
| 1962 | PWCC (9)                                 |
| 1963 | Stade Francais (4)                       |
| 1964 | Universidad Católica (2) y PWCC (10)     |
| 1965 | Universidad Católica (3)                 |
| 1966 | Old Boys (3)                             |
| 1967 | Old Boys (4) y PWCC (11)                 |
| 1968 | PWCC (12)                                |
| 1969 | Old Boys (5)                             |
| 1970 | Old Boys (6)                             |
| 1971 | PWCC (13)                                |
| 1972 | PWCC (14)                                |
| 1973 | Stade Francais (5)                       |
| 1974 | Stade Francais (6)                       |
| 1975 | Universidad Católica (4)                 |
| 1976 | Old Boys (7)                             |
| 1977 | Old Boys (8)                             |
| 1978 | Old Macks (1)                            |
| 1979 | Old Boys (9)                             |
| 1980 | COBS (1)                                 |
| 1981 | Old Macks (2)                            |
| 1982 | Old Macks (3)                            |
| 1983 | Old Boys (10)                            |
| 1984 | Old Boys (11)                            |
| 1985 | Old Boys (12)                            |
| 1986 | Old Boys (13)                            |
| 1987 | Old Boys (14) y Universidad Católica (5) |
| 1988 | Universidad Católica (6)                 |
| 1989 | Universidad Católica (7)                 |
| 1990 | Universidad Católica (8) Old Boys (15)   |
| 1991 | COBS (2)                                 |
| 1992 | Universidad Católica (9)                 |
| 1993 | Stade Francais (7)                       |
| 1994 | Old Boys (16)                            |
| 1995 | Universidad Católica (10)                |
| 1996 | Universidad Católica (11)                |
| 1997 | Universidad Católica (12                 |
| 1998 | Universidad Católica (13)                |
| 1999 | Universidad Católica (14)                |
| 2000 | Old Macks (4)                            |
| 2001 | Alumni SC (1)                            |
| 2002 | Universidad Católica (15)                |
| 2003 | Universidad Católica (16)                |
| 2004 | Universidad Católica (17)                |
| 2005 | Old Boys (17)                            |
| 2006 | Universidad Católica (18)                |
| 2007 | Troncos (1)                              |
| 2008 | Old Macks (5)                            |
| 2009 | Universidad Católica (19)                |
| 2010 | Stade Francais (8)                       |
| 2011 | Stade Francais (9)                       |
| 2012 | Old Boys (18)                            |
| 2013 | COBS (3)                                 |
| 2014 | Old Macks (6)                            |
| 2015 | PWCC (15)                                |
| 2016 | COBS (4)                                 |
| 2017 | Old Boys (19)                            |
| 2018 | COBS (5)                                 |
| 2019 | Universidad Católica (20)                |
| 2021 | COBS (6)                                 |
| 2022 | COBS (7)                                 |
| 2023 | COBS (8)                                 |
| 2024 | Old Boys (20)                            |
| 2025 | En disputa                               |

## Palmarés
| Club                    | Títulos | Años de los campeonatos                                                                                                |
| ----------------------- | ------- | --- |
| Universidad Católica    | 20      | 1949, 1964, 1965, 1975, 1987, 1988, 1989, 1990, 1992, 1995, 1996, 1997, 1998, 1999, 2002, 2003, 2004, 2006, 2009, 2019 |
| Old Boys                | 20      | 1954, 1960, 1966, 1967, 1969, 1970, 1976, 1977, 1979, 1983, 1984, 1985, 1986, 1987, 1990, 1994, 2005, 2012, 2017, 2024 |
| PWCC                    | 15      | 1948, 1951, 1952, 1953, 1955, 1958, 1960, 1961, 1962, 1964, 1967, 1968, 1971, 1972, 2015                               |
| Stade Français          | 9       | 1956, 1957, 1959, 1963, 1973, 1974, 1993, 2010, 2011                                                                   |
| COBS                    | 8       | 1980, 1991, 2013, 2016, 2018, 2021, 2022, 2023                                                                         |
| Old Macks               | 6       | 1978, 1981, 1982, 2000, 2008, 2014                                                                                     |
| Alumni                  | 1       | 2001 |
| Troncos                 | 1       | 2007 |
| Universidad Santa María | 1       | 1950 |